# Xenetus
Xenetus is een geslacht van wantsen uit de familie van de Miridae (Blindwantsen). Het geslacht werd voor het eerst wetenschappelijk beschreven door William Lucas Distant in 1883.

## Soorten
Het genus bevat de volgende soorten:

- Xenetus brunneus Poppius, 1921
- Xenetus chryselectrus Distant, 1883
- Xenetus lanuginosus Distant, 1883